# Alibertia (planten)
Alibertia is een geslacht uit de sterbladigenfamilie (Rubiaceae). The Plant List erkent 21 soorten. De soorten komen voor van Zuid-Mexico tot in tropisch Zuid-Amerika.
Alibertia edulis is een soort met eetbare vruchten.

## Soorten
- Alibertia atlantica (Dwyer) Delprete & C.H.Perss.
- Alibertia bertierifolia K.Schum.
- Alibertia claviflora K.Schum.
- Alibertia curviflora K.Schum.
- Alibertia duckeana Delprete & C.H.Perss.
- Alibertia dwyeri Delprete & C.H.Perss.
- Alibertia edulis (Rich.) A.Rich. ex DC.
- Alibertia latifolia (Benth.) K.Schum.
- Alibertia mahechae Cortés-Ballén, Zapata-Corr. & Delprete
- Alibertia occidentalis Delprete & C.H.Perss.
- Alibertia patinoi (Cuatrec.) Delprete & C.H.Perss.
- Alibertia sorbilis Huber ex Ducke
- Alibertia tessmannii (Standl.) Delprete & C.H.Perss.
- Alibertia utleyorum (Dwyer) C.M.Taylor
- Alibertia venezuelensis (Steyerm.) Delprete & C.H.Perss.
- Alibertia verticillata (Ducke) W.Schultze-Motel